# Purgatory (německá hudební skupina)
Purgatory (v překladu z angličtiny očistec) je německá death metalová kapela z Nossenu ve spolkové zemi Sasko. Byla založena roku 1993. Předchůdkyní byla kapela Musical Massacre, která obnovila svou činnost v roce 2012.
Debutové studiové album Damage Done by Worms vyšlo v roce 1996 pod hlavičkou německého hudebního vydavatelství Perverted Taste. K lednu 2022 má kapela na svém kontě celkem osm dlouhohrajících alb plus další nahrávky.

## Diskografie
Dema
- Boneyard (Impetigo cover Tape) (1993)
- Live...Perversion (1993)
- Advancetape For Ep '93 (1993)

Studiová alba
- Damage Done by Worms (1998)
- Bestial (1997)
- Blessed with Flames of Hate (2000)
- Luciferianism (2004)
- Cultus Luciferi - The Splendour of Chaos (2008)
- Necromantaeon (2011)
- Deathkvlt - Grand Ancient Arts (2013)
- Ωmega Void Tribvnal (2016)

EP
- Psychopathia Sexualis (1994)
- Sadistic Spell (1995)

Kompilace
- 20 Years Underground (2013)

+ několik split nahrávek